# 最先端研究開発支援プログラム
最先端研究開発支援プログラム（さいせんたんけんきゅうかいはつしえんプログラム、英語: Funding Program for World-Leading Innovative R&D on Science and Technology、通称：FIRST（ファースト））は、3 - 5年で世界のトップを目指した先端的研究を推進することにより、研究開発成果の国民及び社会への確かな還元を図ることを目的として創設された「研究者最優先」の研究支援制度である。なお、本プログラムを構成する30名の研究者の中には、田中耕一（2002年、ノーベル化学賞）や山中伸弥（2012年、ノーベル生理学・医学賞）といった2名のノーベル賞受賞者が含まれている。

## 背景
FIRSTは、2009年（平成21年）に内閣府が主導して創設された研究支援制度であり、リーマン・ショック後の景気対策の一環として実施された。目的は、世界のトップを目指した先端的研究を推進し、産業や安全保障分野における日本の中長期的な国際競争力と底力を強化することである。また、研究開発成果を国民及び社会に確実に還元することを目指した。特に、「研究者最優先」のアプローチを採用し、研究者が自由に研究を進められる環境を提供することが特徴である。

## 特徴
- 研究者最優先のアプローチ: 研究者に大きな裁量権を与え、研究の方向性や進め方を自由に決定できるようにした。これは、後の「革新的研究開発推進プログラム」（ImPACT）[3]がプログラムマネージャー（PM）方式を採用するのに対し、FIRST[1][2]が研究者の自主性を重視する点で異なる。このアプローチは、行政負担を軽減し、研究者に研究に専念する時間を確保することを意図している。
- 大規模な資金支援: 30の研究課題に対して総額1000億円の予算が割り当てられ、1課題あたり平均約33億円の支援が行われた。これは、通常の日本学術振興会（JSPS）[4]の助成金と比較して非常に大規模であり、野心的な研究を可能にした。
- 幅広い研究分野: 基礎研究から応用研究まで、さまざまな分野及びステージの研究を対象とした。例として、iPS細胞、質量分析システム、サイボーグ型ロボットなどが含まれる。
- 世界トップを目指す: 3〜5年で世界のトップレベルの研究成果を出すことを目標とした。これは、短期間で成果を出すことを重視する点で、後のムーンショット型研究開発制度[5]などの長期的な研究プログラムとは異なる。
- 柔軟な研究支援: 中心研究者が研究支援担当機関を公募なしで指名できるなど、柔軟な運営が可能である。これは、研究の効率性と迅速性を高めるための措置と考えられる。

## 予算
FIRSTの予算は、2009年度（平成21年度）第１次補正予算の見直しにより1500億円に減額され（2009年10月16日閣議決定）、そのうち1000億円が先に決定したFIRSTの30課題に、残り500億円が若手研究者支援のためのプログラムである「最先端・次世代研究開発支援プログラム（NEXT）」に割り当てられた。この変更は、民主党政権（鳩山由紀夫内閣）の「事業仕分け」による科学技術予算の再評価の一環で、大規模プロジェクトの予算削減が求められた背景がある。

## プログラム内容

### 課題一覧
| No. | 課題名称 | 研究者名    | 所属                                       | 管理法人               | 省庁   | 採択年度 | 交付金額 (単位:億円) |
| --- | --- | ----------- | ------------------------------------------ | ---------------------- | ------ | -------- | -------------------- |
| 1   | 複雑系数理モデル学の基礎理論構築とその分野横断的科学技術応用                                                                                       | 合原 一幸   | 東京大学                                   | JSPS（日本学術振興会） | 文科省 | 2009     | 19.36                |
| 2   | 免疫ダイナミズムの統合的理解と免疫制御法の確立 | 審良 静男   | 大阪大学                                   | JSPS                   | 文科省 | 2009     | 25.20                |
| 3   | スーパー有機ＥＬデバイスとその革新的材料への挑戦                                                                                                   | 安達 千波矢 | 九州大学                                   | JSPS                   | 文科省 | 2009     | 32.40                |
| 4   | フォトニクス・エレクトロニクス融合システム基盤技術開発                                                                                             | 荒川 泰彦   | 東京大学                                   | JSPS                   | 文科省 | 2009     | 38.99                |
| 5   | マイクロシステム融合研究開発 | 江刺 正喜   | 東北大学                                   | JSPS                   | 文科省 | 2009     | 30.87                |
| 6   | 省エネルギー・スピントロニクス論理集積回路の研究開発                                                                                               | 大野 英男   | 東北大学                                   | JSPS                   | 文科省 | 2009     | 32.00                |
| 7   | 再生医療産業化に向けたシステムインテグレーション－臓器ファクトリーの創生－                                                                         | 岡野 光夫   | 東京女子医科大学                           | JSPS                   | 文科省 | 2009     | 33.84                |
| 8   | 心を生み出す神経基盤の遺伝学的解析の戦略的展開 | 岡野 栄之   | 慶應義塾大学                               | JSPS                   | 文科省 | 2009     | 30.68                |
| 9   | ナノバイオテクノロジーが先導する診断・治療イノベーション                                                                                           | 片岡 一則   | 東京大学                                   | JSPS                   | 文科省 | 2009     | 34.15                |
| 10  | １分子解析技術を基盤とした革新ナノバイオデバイスの開発研究―超高速単分子DNA シークエンシング、超低濃度ウイルス検知、極限生体分子モニタニングの実現― | 川合 知二   | 大阪大学                                   | JSPS                   | 文科省 | 2009     | 28.77                |
| 11  | 超巨大データベース時代に向けた最高速データベースエンジンの開発と当該エンジンを核とする戦略的社会サービスの実証・評価                               | 喜連川 優   | 東京大学                                   | JSPS                   | 文科省 | 2009     | 39.48                |
| 12  | 低炭素社会創成へ向けた炭化珪素（SiC）革新パワーエレクトロニクスの研究開発                                                                          | 木本 恒暢   | 京都大学                                   | JSPS                   | 文科省 | 2009     | 34.80                |
| 13  | Mega-ton Water System | 栗原 優     | 東レ株式会社                               | JSPS                   | 文科省 | 2009     | 29.24                |
| 14  | 世界最速プラスチック光ファイバーと高精細・大画面ディスプレイのためのフォトニクスポリマーが築くFace-to-Faceコミュニケーション産業の創出             | 小池 康博   | 慶應義塾大学                               | JSPS                   | 文科省 | 2009     | 40.26                |
| 15  | がんの再発・転移を治療する多機能な分子設計抗体の実用化                                                                                             | 児玉 龍彦   | 東京大学                                   | JSPS                   | 文科省 | 2009     | 28.76                |
| 16  | 健康長寿社会を支える最先端人支援技術研究プログラム                                                                                                 | 山海 嘉之   | 筑波大学                                   | JSPS                   | 文科省 | 2009     | 23.36                |
| 17  | 持続的発展を見据えた「分子追跡放射線治療装置」の開発                                                                                               | 白土 博樹   | 北海道大学                                 | JSPS                   | 文科省 | 2009     | 36.00                |
| 18  | 低炭素社会に資する有機系太陽電池の開発～複数の産業群の連携による次世代太陽電池技術開発と新産業創成～                                               | 瀬川 浩司   | 東京大学                                   | JSPS                   | 文科省 | 2009     | 30.67                |
| 19  | 次世代質量分析システム開発と創薬・診断への貢献 | 田中 耕一   | 株式会社島津製作所                         | JSPS                   | 文科省 | 2009     | 33.67                |
| 20  | 強相関量子科学 | 十倉 好紀   | 東京大学                                   | JSPS                   | 文科省 | 2009     | 30.99                |
| 21  | 原子分解能・ホログラフィー電子顕微鏡の開発とその応用                                                                                               | 外村 彰     | 株式会社日立製作所                         | JSPS                   | 文科省 | 2009     | 50.00                |
| 22  | 未解決のがんと心臓病を撲滅する最適医療開発 | 永井 良三   | 東京大学                                   | JSPS                   | 文科省 | 2009     | 34.64                |
| 23  | 日本発の「ほどよし信頼性工学」を導入した超小型衛星による新しい宇宙開発・利用パラダイムの構築                                                       | 中須賀 真一 | 東京大学                                   | JSPS                   | 文科省 | 2009     | 41.05                |
| 24  | 新超電導および関連機能物質の探索と産業用超電導線材の応用                                                                                           | 細野 秀雄   | 東京工業大学                               | JSPS                   | 文科省 | 2009     | 32.40                |
| 25  | 高性能蓄電デバイス創製に向けた革新的基盤研究 | 水野 哲孝   | 東京大学                                   | JSPS                   | 文科省 | 2009     | 28.43                |
| 26  | 宇宙の起源と未来を解き明かす―超広視野イメージングと分光によるダークマター・ダークエネルギーの正体の究明―                                           | 村山 斉     | 東京大学                                   | JSPS                   | 文科省 | 2009     | 32.08                |
| 27  | 高次精神活動の分子基盤解明とその制御法の開発 | 柳沢 正史   | 筑波大学テキサス大学                       | JSPS                   | 文科省 | 2009     | 18.00                |
| 28  | iPS細胞再生医療応用プロジェクト | 山中 伸弥   | 京都大学                                   | JSPS                   | 文科省 | 2009     | 50.00                |
| 29  | 量子情報処理プロジェクト | 山本 喜久   | 情報・システム研究機構（国立情報学研究所） | JSPS                   | 文科省 | 2009     | 32.50                |
| 30  | グリーン・ナノエレクトロニクスのコア技術開発 | 横山 直樹   | AIST（産業技術総合研究所）                 | JSPS                   | 文科省 | 2009     | 45.83                |

### 他のプロジェクトへの参加研究者
後に実施された類似研究プロジェクトへの参加研究者6名とその研究。
- ImPACT
  - 山海嘉之 - ImPACTプログラム5「重介護ゼロ社会を実現する革新的サイバニックシステム[11][12]」PM（プログラム・マネージャー）。
  - 山本喜久 - ImPACTプログラム12「量子人工脳を量子ネットワークでつなぐ高度知識社会基盤の実現[13][14]」PM（プログラム・マネージャー）。
- SIP
  - 永井良三 - SIP第3期-2「統合型ヘルスケアシステムの構築[15]」PD（プログラムディレクター）。
  - 山海嘉之 - SIP第3期-11「人協調型ロボティクスの拡大に向けた基盤技術・ルールの整備[16]」PD（プログラムディレクター）。
- PRISM
  - 荒川泰彦 - PRISM領域名④「量子技術領域」領域統括。
- ムーンショット型研究開発制度
  - 合原一幸 - ムーンショット目標2-1「複雑臓器制御系の数理的包括理解と超早期精密医療への挑戦[17][18]」PM（プロジェクトマネージャー）。
  - 柳沢正史 - ムーンショット目標7-4「睡眠と冬眠：2つの「眠り」の解明と操作が拓く新世代医療の展開[19]」PM（プロジェクトマネージャー）。

## 沿革
- 2009年4月21日: 科学技術政策担当大臣（野田聖子）が「研究者最優先」の新制度創設を発表[20]。
- 2009年6月19日: 総合科学技術会議で運用基本方針が決定[21]。
- 2009年9月4日: 30の研究課題と中心研究者が選定[22]。
- 2009年10月16日: 予算が1500億円に決定（うち1000億円がFIRSTプログラムに）。
- 2009年12月3日: プログラムの運用が決定[23]。
- 2010年3月9日: 研究者、課題、機関、計画の最終決定[24]。
- 2011年7月29日: プログラムの改訂[25]。
- 2009年度〜2013年度: プログラム実施。

## 研究推進法人
- 独立行政法人日本学術振興会（JSPS） - 管理・運営を担当。研究は、各研究課題の中心研究者が所属する大学や研究機関で行われた。JSPS[4]の役割は、資金の配分、運用管理、報告監視、資金の適切な使用を保証することである。